# دیمه‌داغ‌لی (قاخ)
دیمه‌داغ‌لی (به لاتین: Dəymədağlı، به آواری: Дахмада) یک منطقه مسکونی در جمهوری آذربایجان است که در شهرستان قاخ واقع شده است. دیمه‌داغ‌لی ۷۲۹ نفر جمعیت دارد.